# Petrit Halilaj
Petrit Halilaj (ur. 1986 w Kostërcy) – kosowski malarz, założyciel fundacji Hajde! wspierającą artystów z Kosowa.

## Życiorys
Jako nastolatek, podczas wojny w Kosowie został wysiedlony i spędził dwa lata w obozach dla uchodźców.
Ukończył studia na Akademii Sztuk Pięknych w Mediolanie.
W 2010 roku wziął udział w 6. Biennale w Berlinie, a w 2013 roku reprezentował Kosowo na 55. Biennale w Wenecji. Od 2014 roku współpracuje z francuskim artystą Kamelem Mennourem.
Swoje dzieła wystawiał m.in. w Niemczech, Kosowie i Włoszech.

## Życie prywatne
Posiada mieszkania w Bozzolo, Mantui, Prisztinie i Juniku, jednak na co dzień mieszka i pracuje w Berlinie.